# Betanty
Betanty (Großes Regenbecken) oder Faux-Cap ist eine Gemeinde (commune) in der Region Androy im Süden von Madagaskar. Im Jahre 2006 hatte sie etwa 12.000 Einwohner, die größtenteils zum Volk der Tandroy gehören.
Die Name Faux-Cap geht wahrscheinlich auf portugiesische Seefahrer oder auf den Franzosen Étienne de Flacourt zurück, die den Ort für den südlichsten Punkt Madagaskars hielten. Im November 1900 wurde unter Leutnant Marius Vallod ein Militärposten eingerichtet.
Die Menschen in Betanty leben hauptsächlich vom Anbau von Maniok, Mais, Süßkartoffeln und Augenbohnen, der Aufzucht von Ziegen und der Fischerei, vor allem von Langusten. Trotz seiner Isolation ist Betanty in den letzten Jahren zum Ziel von Wassersportlern, vor allem Tauchern, geworden: In der Nähe von Betanty befindet sich die größte Kolonie von Blauwalen. Die vom türkischen Frachter Gulser Ana im Jahre 2009 ausgelöste Umweltkatastrophe, bei dem Phosphate, Schmier- und Treibstoffe ins Meer gelangten, bedeutete für den Fremdenverkehr einen Rückschlag.